# Le Traquenard (film, 1947)
Pour les articles homonymes, voir Le Traquenard.
Le Traquenard (titre original : The Web) est un film américain réalisé par Michael Gordon, sorti en 1947.

## Synopsis
Leopold Kroner, ancien employé de Colby Enterprises, est relâché après cinq ans d'emprisonnement pour une escroquerie d'un million de dollars. Andrew Colby affirme que Kroner a menacé sa vie et engage l'avocat Bob Regan comme garde du corps officieux. Quand Kroner se présente chez Colby armé d'un pistolet, Regan le tue.
L'inspecteur Damico qui a fourni le port d'armes à Regan, n'est pas convaincu par le témoignage de Colby et soupçonne l'avocat de complicité de meurtre.
La fille de Kroner tente de tuer Regan, persuadée elle aussi, qu'il est un meurtrier.
L'avocat va devoir prouver qu'il est victime d'une machination. La secrétaire de Colby dont il est amoureux va-t-elle l'aider?

## Fiche technique
- Titre : Le Traquenard
- Titre original : The Web
- Réalisation : Michael Gordon
- Scénario : William Bowers, Bertram Millhauser et Harry Kurnitz
- Musique : Hans J. Salter
- Producteur : Jerry Bresler
- Société de production : Universal Pictures
- Pays de production :  États-Unis
- Langue originale : anglais
- Format : noir et blanc – 35 mm – 1,37:1 – mono (Western Electric Recording)
- Genre : Film dramatique, Film noir
- Durée : 87 minutes
- Date de sortie :
  - États-Unis : 25 mai 1947

## Distribution
- Ella Raines : Noel Faraday
- Edmond O'Brien : Bob Regan
- William Bendix : Lt. Damico
- Vincent Price : Andrew Colby
- John Abbott : Charles Murdock
- Maria Palmer : Martha Kroner
- Fritz Leiber : Leopold Kroner
- Howland Chamberlain : James Timothy Nolan
- Tito Vuolo : Emilio Canepa
- Wilton Graff : Le Procureur
- Robin Raymond : Newspaper Librarian
- Ed Begley : Un homme